# 球面テンソル
球面テンソル（または球テンソル）とは、空間回転に対して角運動量行列と同様に変換されるテンソルである。さらに演算子である場合は球面テンソル演算子と呼ばれる。階数k の球面テンソルは、角運動量k の状態と同じく2k+1 個の成分から成り
{\displaystyle T_{q}^{(k)}\quad (q=k,k-1,\cdots ,-k)}
と書かれる。
光子の放出・吸収のような角運動量が重要な役割を演じる現象を記述する際に用いられる。演算子を球面テンソルで表現すると、角運動量の固有状態の間の遷移は、ウィグナー＝エッカルトの定理を用いることにより、取り扱いが簡単になる。

## 性質
全角運動量演算子{\displaystyle \mathbf {J} }とは次の交換関係を満たす。
{\displaystyle [J_{x}\pm iJ_{y},T_{q}^{(k)}]={\sqrt {(k\mp q)(k\pm q+1)}}T_{q\pm 1}^{(k)}}
{\displaystyle [J_{z},T_{q}^{(k)}]=qT_{q}^{(k)}}
空間回転をr、対応する回転演算子をRとしたとき、{\displaystyle T_{q}^{(k)}}は次のように変換される。
{\displaystyle RT_{q}^{(k)}R^{-1}=\sum _{q'}T_{q'}^{(k)}D_{q',q}^{k}(r)}
ここで{\displaystyle D_{q',q}^{k}(r)}は三次元回転群の(2k+1)次元の既約表現の表現行列(回転行列)である。
スカラーとベクトルはそれぞれ0階と1階の球面テンソルに対応する。
ベクトル{\displaystyle \mathbf {A} }は1階の球面テンソル{\displaystyle T_{q}^{(1)}}と次の関係がある。
{\displaystyle T_{\pm 1}^{(1)}=\mp {\frac {A_{x}\pm iA_{y}}{\sqrt {2}}}}
{\displaystyle T_{0}^{(1)}=A_{z}}
2階のテンソル{\displaystyle T_{ij}}は、0階、1階、2階の球面テンソルの和で表される。